# Jogurt

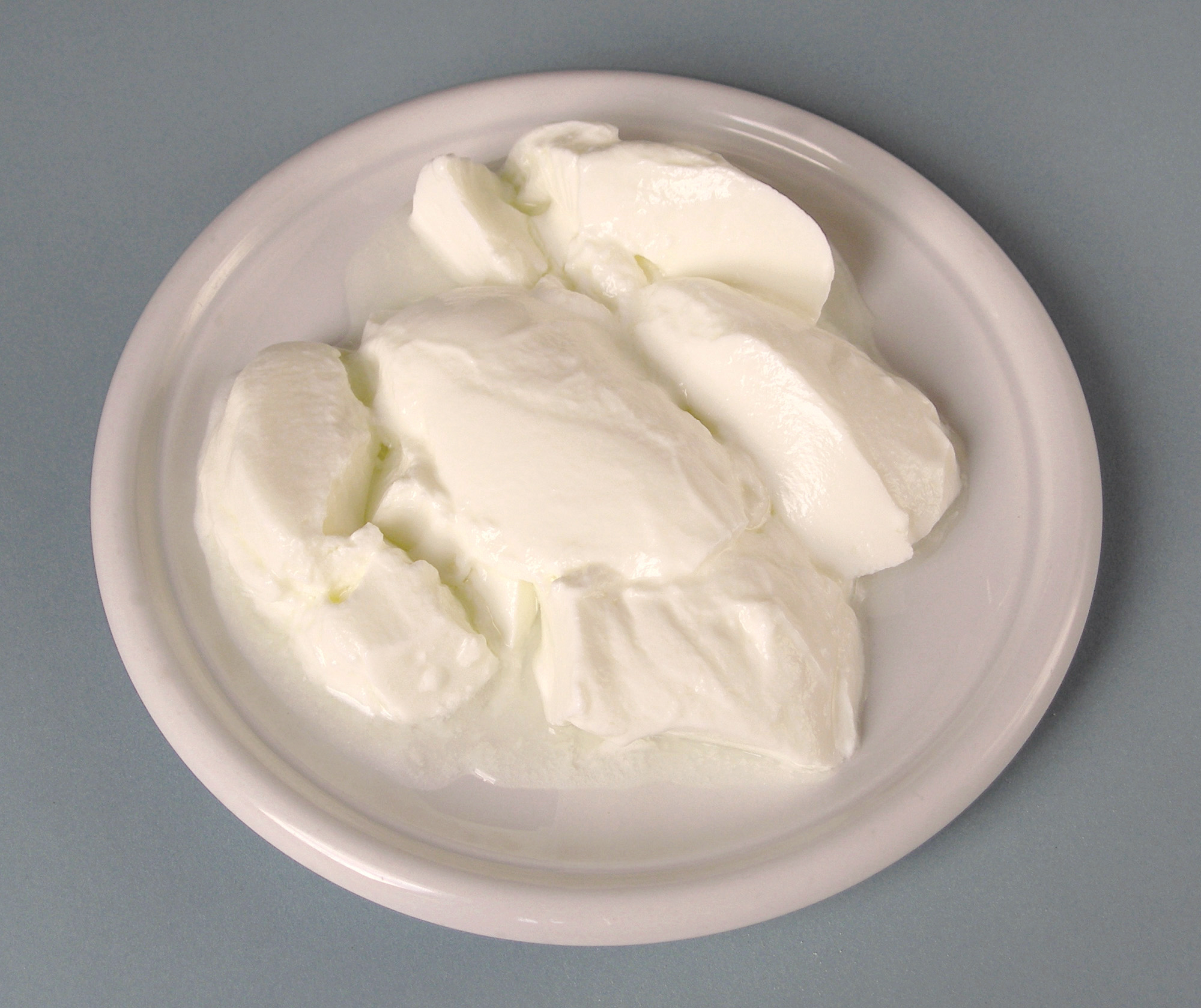
Jogurt

Jogurt (z tur. yoğurt), mleko bułgarskie – produkt mleczarski o dość gęstej konsystencji, o barwie białej lub lekko kremowej i lekko kwaśnym smaku. Otrzymywany jest z mleka, w którym przez 4–7 godzin w temperaturze 42–45 °C rozwijają się bakterie termofilne z gatunków Lactobacillus delbrueckii ssp. bulgaricus oraz Streptococcus salivarius ssp. thermophilus.
Określenie „jogurt” jest zastrzeżone dla produktu zawierającego żywe kultury bakterii jogurtowych w ilości nie mniejszej niż 10 mln komórek/ml.

## Wytwarzanie jogurtu

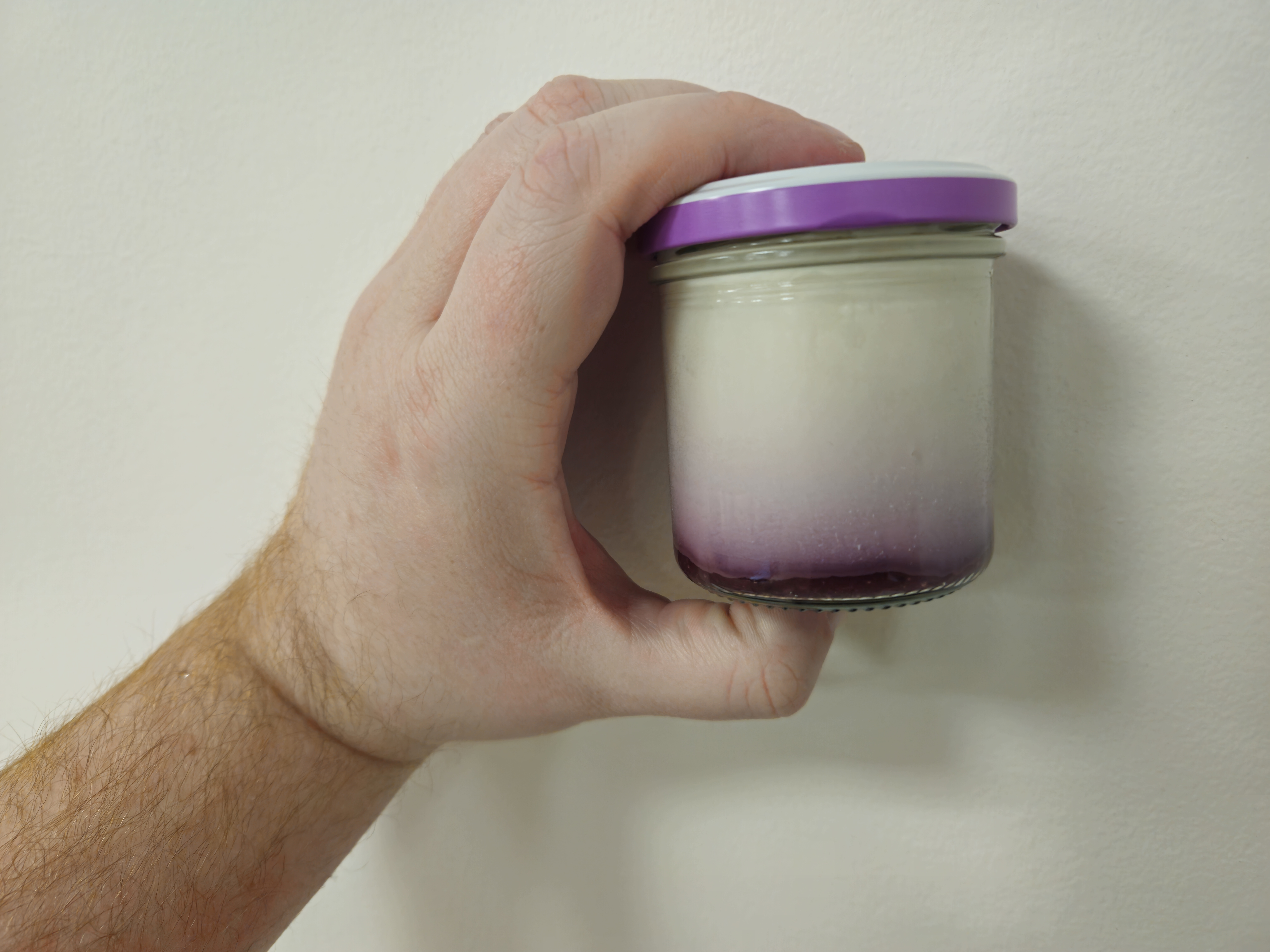
Opočnoienski jogurt dojrzewający w szkle (wyprodukowany w 2025 r.).

Jogurt może być otrzymywany metodą termostatową (tzw. jogurt stały) lub zbiornikową (tzw. jogurt mieszany).
Etapy produkcji jogurtu:
1. Podgrzanie mleka do temperatury 40–45 °C.
2. Normalizacja zawartości tłuszczu (uzyskuje się wyższą lepkość i stabilność jogurtu).
3. Podgrzanie mleka do 60–65 °C i homogenizacja w 15–20 MPa (rozbicie kuleczek tłuszczowych).
4. Pasteryzacja w 90 °C przez 5 minut lub w temp. 93–95 °C w czasie nie krótszym niż 5–15 sekund (likwidacji szkodliwej mikroflory, zwiększenia lepkości, zwięzłości i stabilności jogurtu).
5. Chłodzenie do 42 °C.
6. Zaszczepienie mleka bakteriami.
7. Rozlew i inkubacja w odpowiednich temperaturach (czas ukwaszenia mleka zależy od składu, aktywności, ilości zakwasu i temperatury inkubacji).
8. Zakwaszenie kwasem jogurtowym do pH ok. 4,6.
9. Schłodzenie do 4–7 °C w ciągu kilkunastu godzin (uwadnianie i pęcznienie białek oraz częściowa krystalizacja tłuszczu, co powoduje wzrost lepkości i jednolitości struktury jogurtu).

Surowcem do produkcji jogurtu jest mleko surowe. Dodatkami są mleko w proszku odtłuszczone, mleko zagęszczone odtłuszczone, zakwas jogurtowy oraz stabilizatory, którymi mogą być żele roślinne (alginiany, pektyny, karboksymetyloceluloza, skrobia) lub zwierzęce (żelatyna).
Typowy smak jogurtu pochodzi od produktów wytworzonych przez bakterie w procesie fermentacji – kwasu mlekowego, aldehydu octowego, acetoiny i dwuacetylu.
W początkowym okresie inkubacji w temperaturze 42–43 °C w pierwszych 2 godzinach rozwijają się głównie bakterie Streptococcus salivarius ssp. thermophilus, które zmniejszają potencjał oksydoredukcyjny i zakwaszają środowisko, co stwarza lepsze warunki do wzrostu Lactobacillus delbrueckii ssp. bulgaricus.
Dla bakterii Streptococcus salivarius ssp. thermophilus optymalna temperatura to 37–42 °C i pH = 5,0–7,0. Do wzrostu wymagają cukrów prostych, aminokwasów i peptydów. Fermentują glukozę, fruktozę i laktozę, nie fermentują zaś galaktozy i maltozy, w wyniku powstaje głównie kwas mlekowy L(+) (co najmniej 85% wszystkich metabolitów), niewielkie ilości kwasu octowego i dwutlenku węgla.
Bakterie Lactobacillus delbrueckii ssp. bulgaricus, dla których optymalne temperatury rozwoju wynoszą 40–45 °C (rosną w temperaturze powyżej 15 °C) przy pH = 4,6–6,0, w trakcie fermentacji wytwarzają głównie kwas mlekowy D(−) (co najmniej 50% wszystkich metabolitów) oraz niewielkie ilości produktów ubocznych, takich jak kwas octowy, etanol, glicerol, mannitol i dwutlenek węgla.
W wyniku modyfikacji procesu wytwarzania jogurtu można uzyskać jogurt nasycony ditlenkiem węgla, jogurt o obniżonej zawartości laktozy czy mleko jogurtowe (pominięty etap normalizacji).

## Wpływ na zdrowie
100 g jogurtu naturalnego zawiera ok. 60 kcal, 100 g jogurtu owocowego – ok. 150 kcal.
W jogurcie drobnoustroje rozłożyły większość lub całość laktozy, przez co jest on dobrze tolerowany przez osoby z nietolerancją laktozy. Ma on również więcej wapnia, aminokwasów i witamin z grupy B niż surowe mleko. Jogurt również wspomaga trawienie i zapobiega zaparciom, a także zmniejsza ilość tzw. złego cholesterolu i chroni przed miażdżycą. Wzmacnia on również układ odpornościowy i ma działanie przeciwnowotworowe (rak pęcherza moczowego). Jeżeli zjada się go 3–4 szklanki dziennie podczas kuracji antybiotykowej działa on osłonowo.

## Regulacje
Decyzją Trybunału Sprawiedliwości Unii Europejskiej z 2017 roku termin „jogurt” co do zasady zarezerwowany jest wyłącznie dla przetworów mleka zwierzęcego, podobnie jest w wypadku pojęć: ser, śmietana, śmietanka, chantilly i masło.